# クニェルチェ (小惑星)
クニェルチェ (1384 Kniertje) は、小惑星帯に位置する小惑星である。オランダ出身の天文学者ヘンドリク・ファン・ヘントがヨハネスブルグのユニオン天文台で発見した。
オランダの劇作家 Herman Heyermans の『Op Hoop van Zegen』の登場人物に因んで名付けられた。
2010年1月に宮城県で掩蔽が観測された。